# Stinkende kamille
De stinkende kamille (Anthemis cotula) is een eenjarige plant, die behoort tot de composietenfamilie.
De plant staat op de Nederlandse Rode Lijst van planten als zeer zeldzaam en zeer sterk afgenomen. In vele andere gebieden in de wereld gedraagt het zich echter als een onkruid. Van nature komt de plant voor in Eurazië. Het aantal chromosomen is 2n = 18.
De plant wordt 30 tot 45 cm hoog en heeft een sterke, onaangename geur waar de plant haar naam aan te danken heeft. De bladeren zijn dubbel veerdelig en hebben 0- tot 3-tandige, lijnvormige slippen.
De stinkende kamille bloeit van juni tot de herfst met hoofdjes met een stralenkrans van 12 tot 15 witte lintbloemen en een oranjegeel hart van vijfslippige buisbloempjes. De witte lintbloemen hebben aan de top drie tanden. De bloemhoofdjesbodem is tijdens de bloei kegelvormig verlengd. De stroschubben zijn lijnvormig, naar de top toe toegespitst en ontbreken tussen de buitenste bloemen.
De vrucht is een 1,2 tot 1,8 mm lang en 0,75 mm breed nootje zonder pappus en heeft knobbelige ribben.

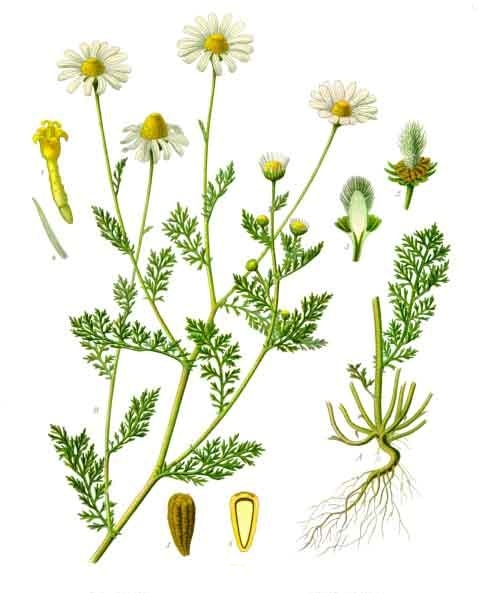
Illustratie
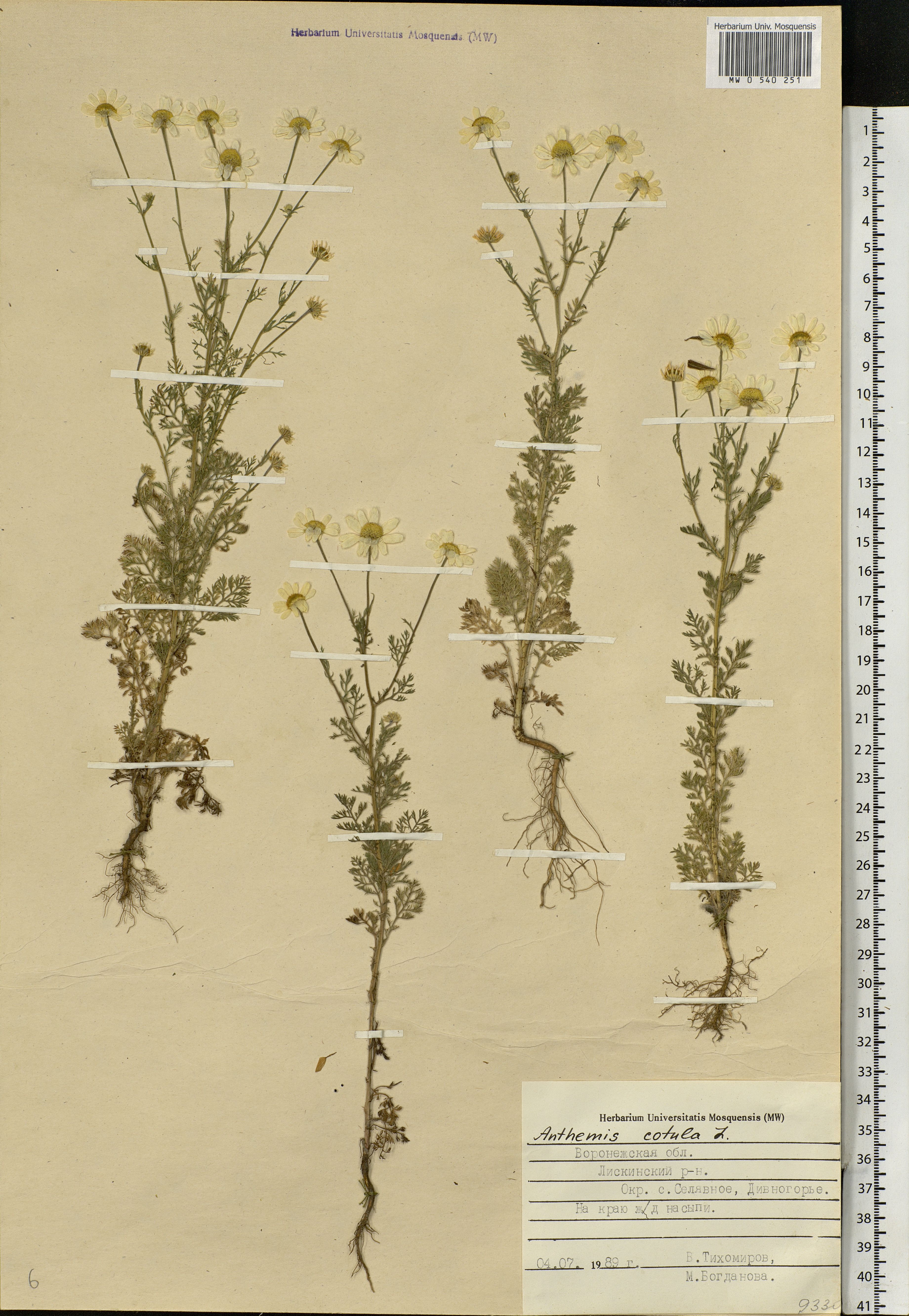
Planten
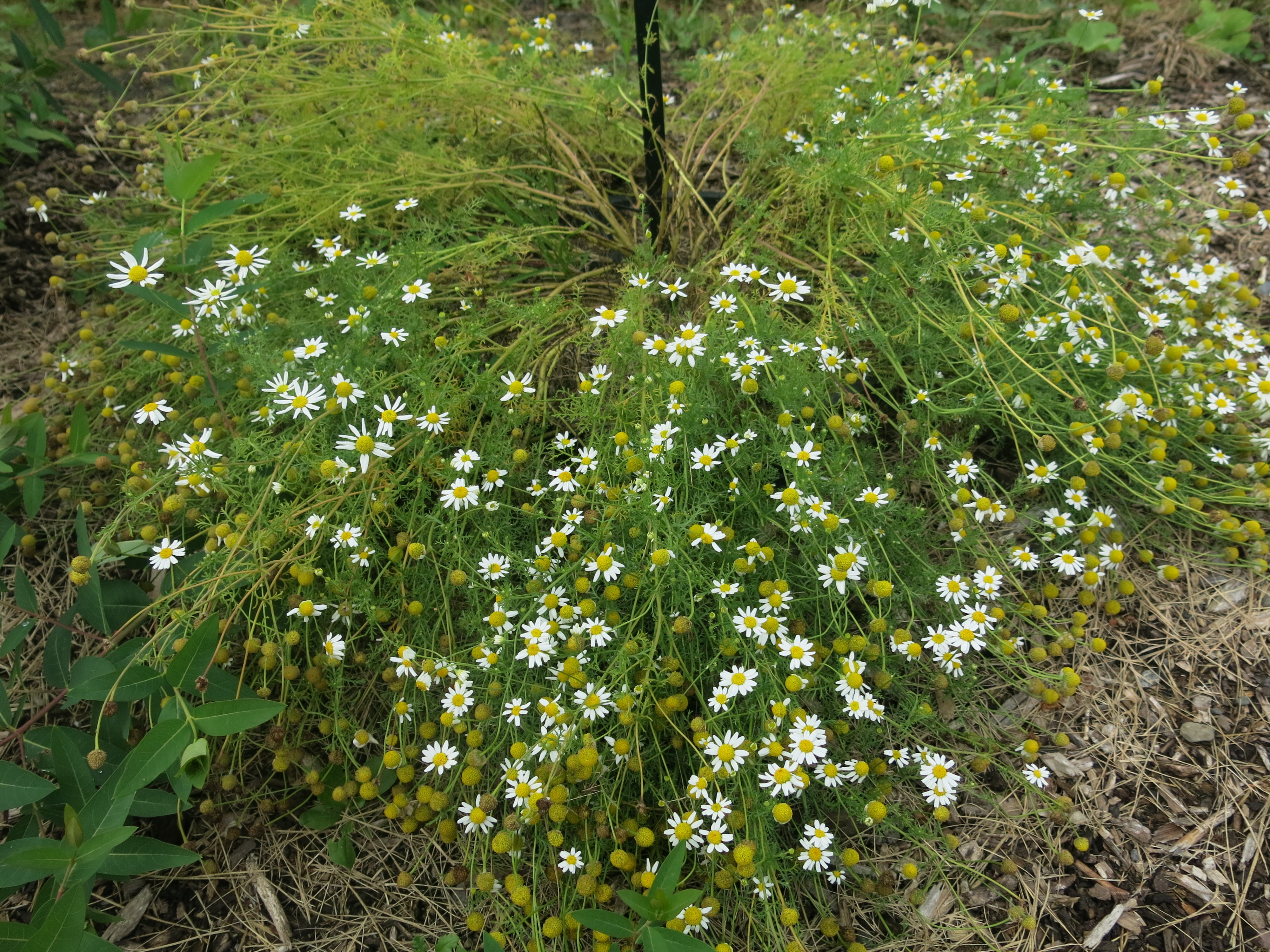
Plant
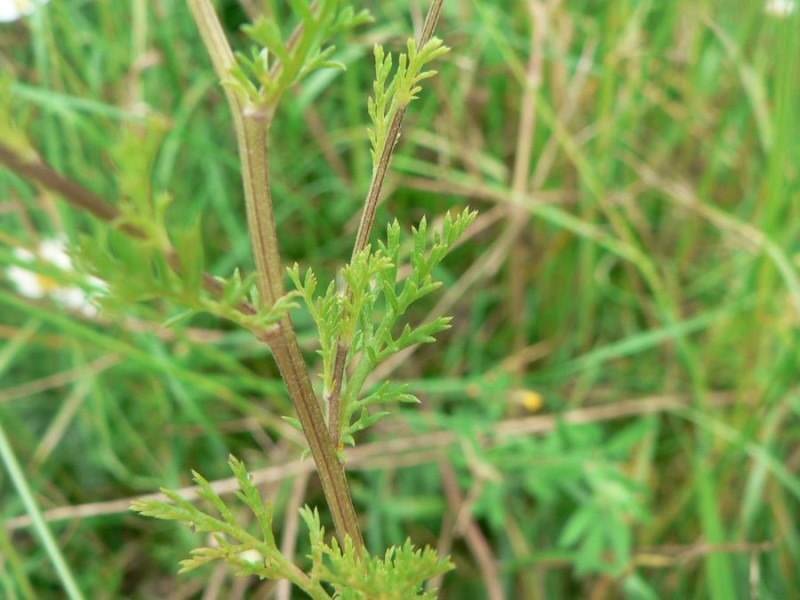
Stengel
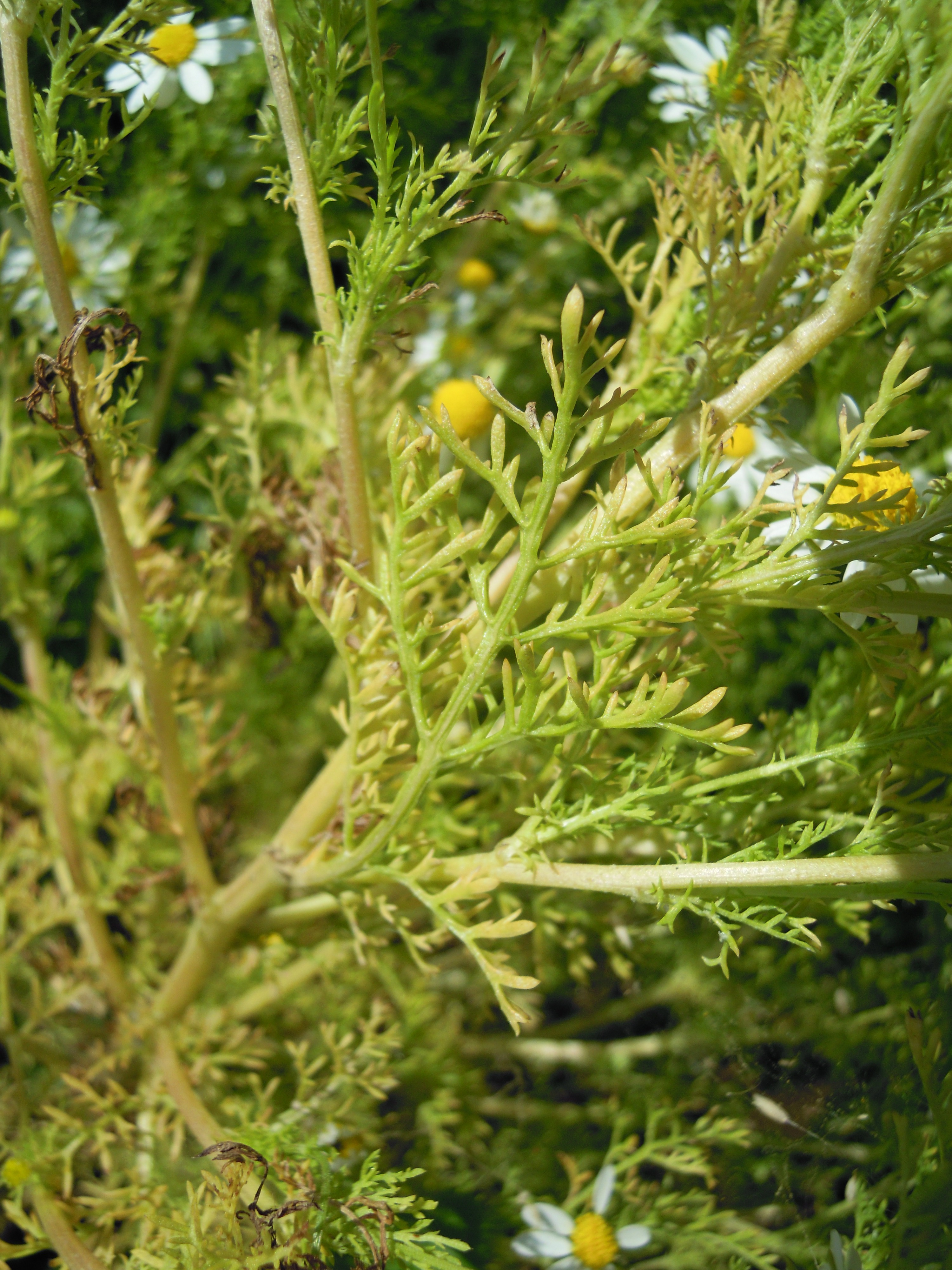
Blad
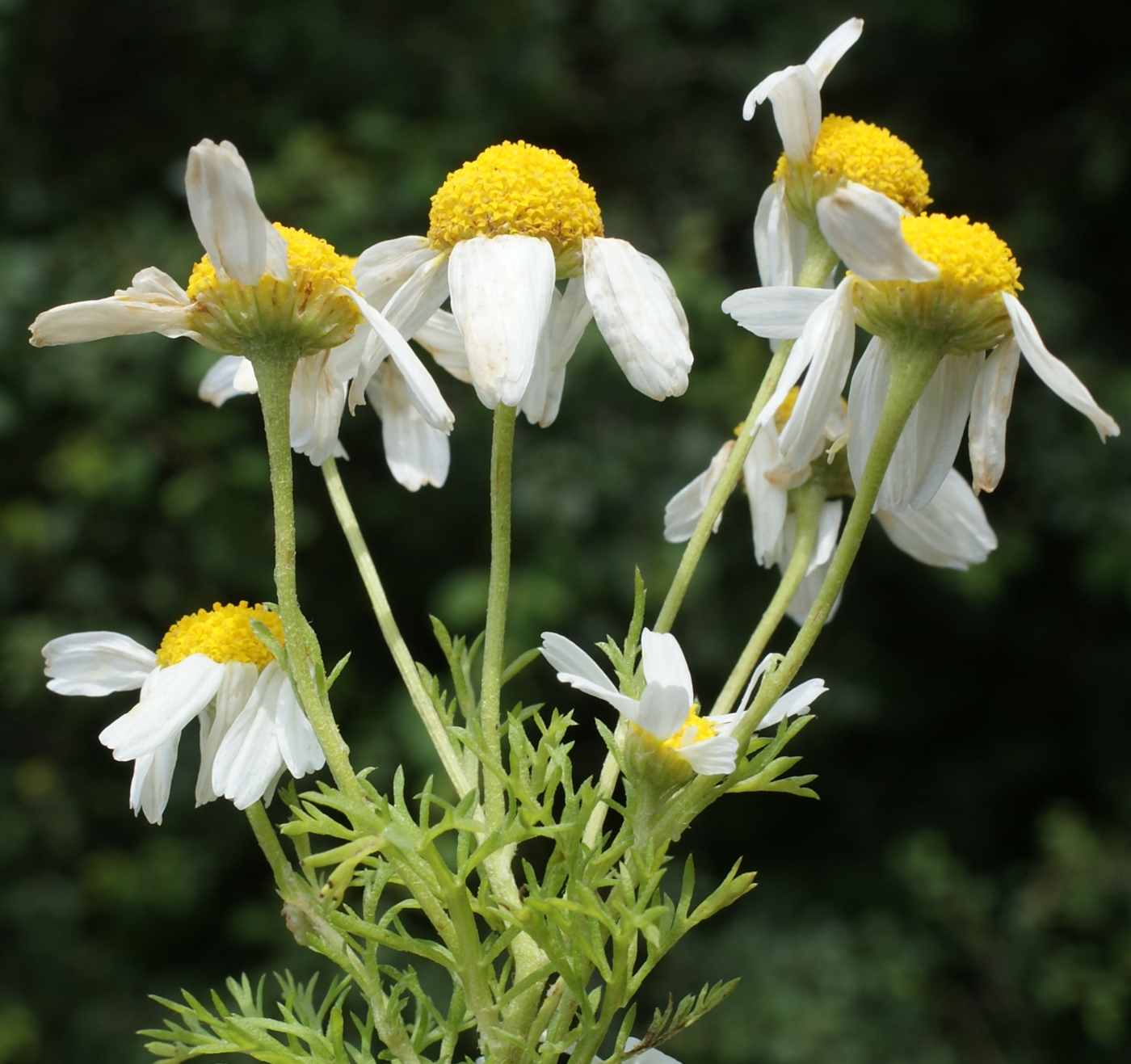
Bloeiwijze
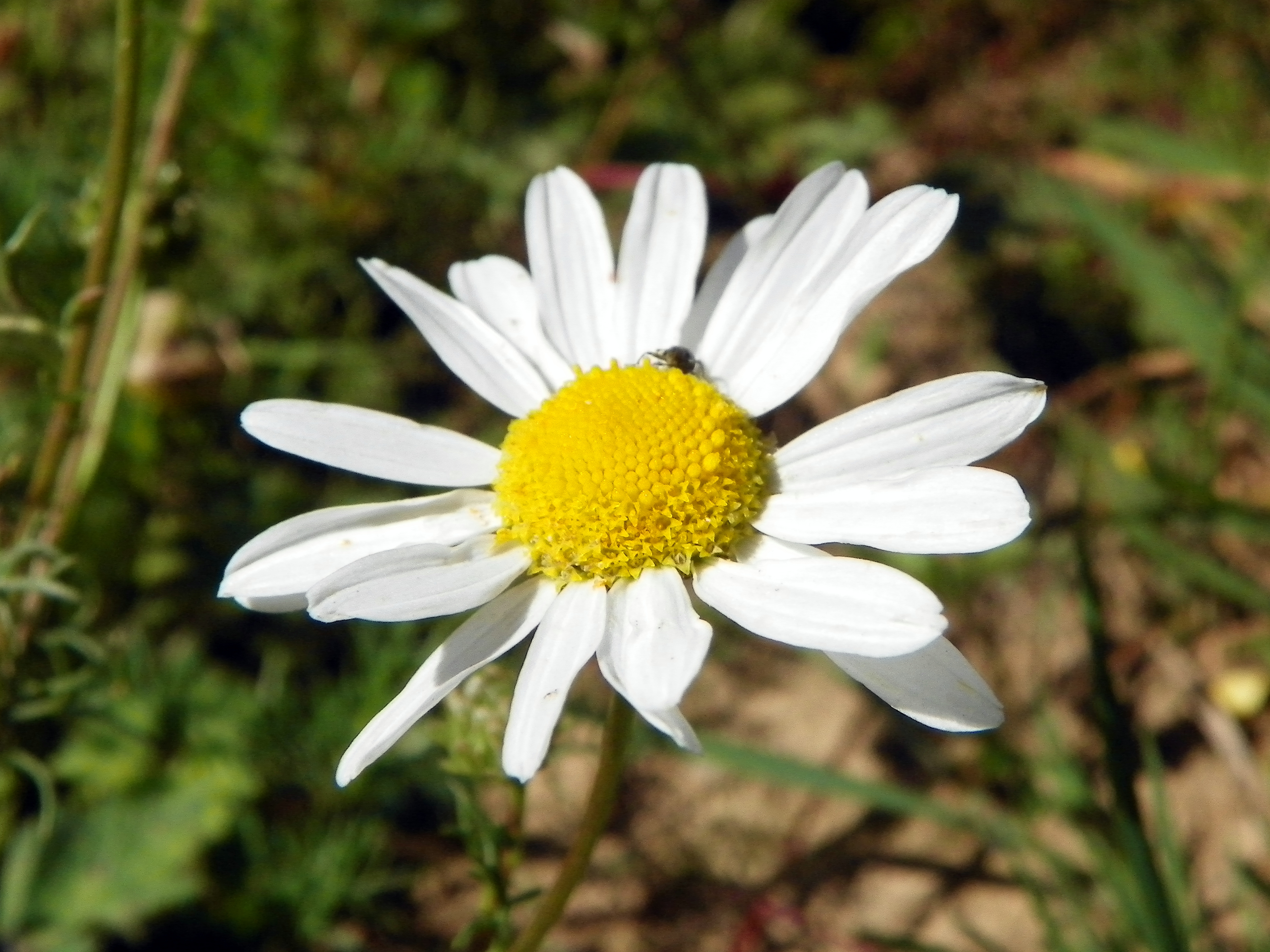
Hoofdje
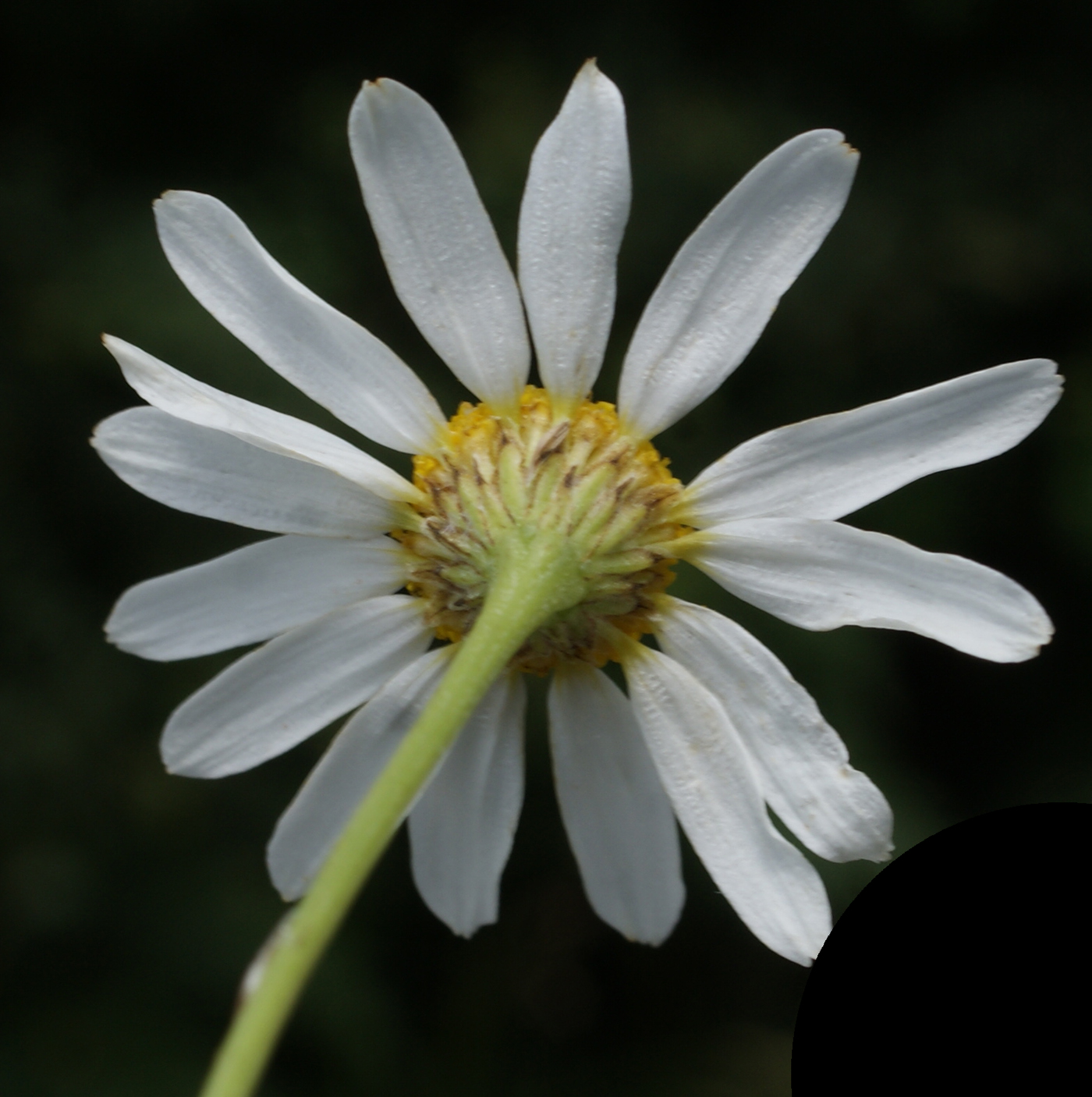
Omwindsel
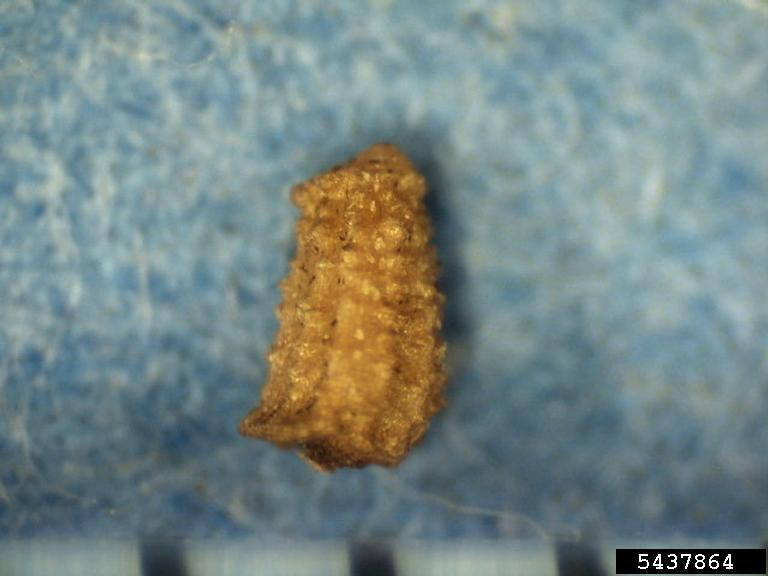
Nootje

## Ecologie en verspreiding
Stinkende kamille staat op open, zonnige, omgewerkte, stikstofrijke, warme en vochtige, voedsel- en basenrijke, humeuze leem- en kleibodems, soms op zand of veen. Ze groeit in akkers en akkerranden, in ruigten en moestuinen, op allerlei omgewerkte grond, op dijken en in bermen, op industrie-, haven- en spoorwegterreinen. Nederland valt geheel binnen het Europese areaal. De soort is zeldzaam in zeekleigebieden en in het uiterste zuidoosten en oosten van het land en het aangrenzende rivierengebied en is elders zeer zeldzaam. Waarom de plant zo sterk achteruit is gegaan is niet duidelijk. Ze heeft een onaangename geur en prefereert regenrijke zomers. De stroschubben van deze soort zijn lijnvormig en de nootjes hebben knobbelige ribben. Ze wordt bestoven door insecten en de nootjes worden door de wind of als klit verspreid. Vroeger werd de plant als insectenwerend middel gebruikt en in akkerranden ingezaaid tegen muizen. Medisch werd ze aangewend tegen jicht en opvliegers en als zweet afdrijvend middel.

## In andere talen
- Duits: Stinkende Hundskamille
- Engels: Dog-fennel, Stinking mayweed, Stinking Chamomile
- Frans: Anthémis puante
- Fries: Stjonkend poddekrûd
- Oekraïens: роман собачий
- Russisch: пупавка собачья, ромашка собачья